# Australian Open de 1978
O Australian Open de 1978 foi um torneio de tênis disputado nas quadras de grama do Kooyong Lawn Tennis Club, em Melbourne, na Austrália, entre 25 de dezembro de 1978 e 3 de janeiro de 1979. Corresponde à 11ª edição da era aberta e à 67ª de todos os tempos.

## Finais

### Profissional
| Categoria | Evento    | Campeã(s)(o/ões)               | Vice-campeã(s)(o/ões)    | Resultado          | Chave(s)  | Chave(s)       |
| --------- | --------- | ------------------------------ | ------------------------ | ------------------ | --------- | -------------- |
| Simples   | Masculino | Guillermo Vilas                | John Marks               | 6–4, 6–4, 3–6, 6–3 | principal | qualificatório |
| Simples   | Feminino  | Chris O'Neil                   | Betsy Nagelsen           | 6–3, 7–6           | principal | qualificatório |
| Duplas    | Masculino | Wojtek Fibak Kim Warwick       | Paul Kronk Cliff Letcher | 7–6, 7–5           | principal | principal      |
| Duplas    | Feminino  | Betsy Nagelsen Renáta Tomanová | Naoko Sato Pam Whytcross | 7–5, 6–2           | principal | principal      |

### Juvenil
| Categoria | Evento    | Campeã(s)(o/ões)                | Vice-campeã(s)(o/ões) | Resultado | Chave(s)  | Chave(s)       |
| --------- | --------- | ------------------------------- | --------------------- | --------- | --------- | -------------- |
| Simples   | Masculino | Pat Serret                      | Chris Johnstone       | 6–4, 6–3  | principal | qualificatório |
| Simples   | Feminino  | Elizabeth Little                | Susan Leo             | 6–1, 6–2  | principal | qualificatório |
| Duplas    | Masculino | Michael Fancutt William Gilmour |                       |           | principal | principal      |
| Duplas    | Feminino  | Debbie Freeman Kathy Mantle     |                       |           | principal | principal      |